# Lorenzo Zanetti
Lorenzo Demetrio Zanetti (Brescia, 10 agosto 1987) è un pilota motociclistico italiano, campione italiano Superbike nel 2023.

## Carriera
Nel 2004 corre il campionato Europeo Velocità nella classe 125 conquistando cinque punti.
Nel 2001, 2002, 2003 e 2004 corre nella classe 125 del campionato Italiano Velocità e, dopo aver gareggiato anche nei trofei monomarca, ha avuto modo di esordire nelle competizioni del motomondiale nella stagione 2004, sempre in classe 125. La sua prima gara è stata in occasione del GP d'Italia come wildcard con una Honda RS 125 R del team Swiss MTR, in seguito gli è stata poi offerta la possibilità di partecipare agli ultimi sette GP della stagione con una Aprilia RS 125 R del team Sterilgarda Racing in qualità di sostituto di Andrea Ballerini. Partecipa ad un totale di otto gran premi, senza conquistare nessun punto valido per la classifica iridata, sempre nella stessa classe partecipa anche all'annata successiva di gare nel team Skilled I.S.P.A. Racing, giungendo al 17º posto nella classifica finale.
Nel 2006 ha nuovamente corso nella classe 125, con il numero 8, confermato nel team Skilled I.S.P.A. Racing, mentre nel motomondiale 2007 ha gareggiato per il team Sicilia continuando con l'Aprilia RS 125 R. Nel 2008 ha invece cambiato moto passando ad una KTM 125 FRR del team ISPA KTM Aran, ritornando l'anno successivo ad una Aprilia dell'Ongetta Team I.S.P.A..
Torna a competere nel campionato Italiano Velocità nel 2010 con la Yamaha YZF R6 nel team TNT Racing, contemporaneamente viene chiamato in Superstock 1000 FIM Cup dal team SS Lazio Motorsport per andare a sostituire Roberto Lacalendola alla guida della Ducati 1098R. In ambito nazionale arriva secondo in campionato con 125 punti nella categoria Stock 600, realizzando anche una vittoria in gara, perdendo il titolo a favore di Fabio Massei per soli 7 punti. Mentre i riscontri nelle 5 gare (sulle 10 in calendario) corse in Superstock 1000 FIM Cup, vedono Zanetti realizzare subito un secondo posto nella gara d'esordio a Brno, ripetendosi poi anche ad Imola. In questa breve parentesi riesce a classificarsi settimo con 66 punti, mettendosi alle spalle molti piloti che hanno corso tutte le gare in calendario e risultando il miglior pilota dotato di moto Ducati.
Visti i risultati della passata stagione, continua in Superstock 1000 FIM Cup anche nel 2011, ingaggiato come pilota titolare dal team BMW Motorrad Italia con la BMW S1000 RR (la stessa moto che l'anno precedente aveva ottenuto il titolo di campione con Ayrton Badovini). La sua prima stagione completa in questo campionato lo vede concludere terzo con 148 punti, centrando anche la prima vittoria in una competizione mondiale nella gara italiana a Monza e complessivamente sei piazzamenti sul podio. Nella stessa stagione disputa due gare, vincendo nuovamente a Monza, nel CIV Stock 1000. Nel 2012 esordisce nel campionato mondiale Superbike alla guida della Ducati 1098R del team PATA Racing.
Cambia campionato nella stagione 2013, trasferendosi nel mondiale Supersport con la Honda CBR600RR del team Pata Honda. dove all'Autodromo nazionale di Monza conquista il suo primo podio di categoria. Il 21 luglio dello stesso anno, durante il GP di Mosca, è coinvolto suo malgrado nell'incidente che causa la morte di Andrea Antonelli.  finirà il campionato in quinta posizione assoluta e migliore dei piloti italiani. Nel 2014 viene riconfermato nel mondiale supersport da Honda Racing Corporation nel team Ten Kate Racing (pata honda) dove ottiene la vittoria nel gran premio di imola chiudendo la stagione al quarto posto. Nel 2015 viene ingaggiato dal team MV Agusta Reparto Corse per guidare una MV Agusta F3 675, il compagno di squadra è Jules Cluzel. Chiude la stagione al terzo posto in classifica mondiale con 158 punti, salendo sul podio sei volte sulle dodici gare stagionali disputate.
Nel 2016 corre ancora nel mondiale Supersport, con la stessa moto e lo stesso team della stagione precedente. Per le ultime due gare passa al team GRT, in sostituzione dell'infortunato Gino Rea, guidando sempre una MV Agusta. Chiude la stagione al tredicesimo posto con 50 punti all'attivo. Nel 2017 partecipa al campionato italiano SBK in sella alla Ducati Panigale del team Motocorsa Racing terminando la stagione al secondo posto in campionato, ottenendo una vittoria con record della pista al Mugello. A metà stagione torna a correre nel Mondiale Supersport, a partire dal Gran Premio di Germania al Lausitzring, in sella ad una MV Agusta F3 675 del team Factory Vamag in sostituzione di Roberto Rolfo. Chiude la stagione al sedicesimo posto con trentatré punti ottenuti.
Il 2018 lo vede ingaggiato da Ducati Corse in veste di collaudatore ufficiale per lo sviluppo della nuova Ducati Panigale V4R SBK e partecipa sempre al campionato italiano dove ottiene due vittorie e conclude la stagione al terzo posto. Nella gara di Vallelunga durante la qualifica stabilisce il nuovo primato assoluto per le motociclette appartenuto in precedenza da Troy Bayliss. Il 2019 vede Zanetti nuovamente impegnato nel CIV oltre a disputare, in qualità di wild card il Gran Premio di Imola nel mondiale Superbike con una Ducati Panigale V4 del team Motocorsa e il Gran Premio di Misano come pilota sostitutivo per il Team Go Eleven. Ottiene ventuno punti chiudendo al ventesimo posto in classifica piloti e al decimo nella graduatoria del trofeo Indipendenti.
Nel 2020 è pilota titolare nel campionato italiano Superbike con il team Broncos Racing. Conquista tre piazzamenti a podio ed il settimo posto in classifica piloti. Disputa inoltre il Gran Premio di Catalogna nel mondiale Superbike in sostituzione dell'infortunato Leandro Mercado, conquistando tre punti iridati. Continua con lo stesso team anche nel 2021 CIV SBK e  si classifica terzo con 144 punti andando a vincere una gara a Imola. Nel 2022 corre sempre nel CIV SBK con lo stesso team (Ducati Broncos Racing) sempre in sella ad una Panigale V4R. Seppur costretto a saltare diverse prove per infortunio, ottiene un secondo posto nella gara inaugurale a Misano e una vittoria nella gara finale a Imola classificandosi decimo. Nel 2023 è nuovamente pilota titolare nel campionato italiano col team Broncos. Ottiene undici piazzamenti a podio (su un totale di dodici gare disputate) e conquista il titolo nazionale al termine della stagione sopravanzando di soli tre punti il campione uscente Michele Pirro. Nel 2024 si trasferisce nell'Internationale Deutsche Motorradmeisterschaft dove gareggia con una Panigale gestita da Ducati Frankfurt e Triple M Racing; nonostante debba saltare alcune prove per infortunio, riesce a conquistare una vittoria e chiudere al quinto posto. A fine settembre inoltre, è chiamato a sostituire l'infortunato Roberto Mercandelli nell'ultima prova stagionale del CIV Superbike. Conclude entrambe le gare in prima posizione (seppur retrocesso in quarta posizione in gara uno per un doppio Long lap penalty ereditato dalla gara dell'anno precedente).

## Risultati in gara

### Motomondiale
| 2004 | Classe | Moto            |  |  |  |     |  |  |  |  |  |    |    |    |    |    |    |    |  |  | Punti | Pos. |
| ---- | ------ | --------------- |  |  |  | --- |  |  |  |  |  | -- | -- | -- | -- | -- | -- | -- |  |  | ----- | ---- |
| 2004 | 125    | Honda e Aprilia |  |  |  | Rit |  |  |  |  |  | 21 | 19 | 21 | 21 | 20 | 24 | 17 |  |  | 0     |      |

| 2005 | Classe | Moto    |     |    |  |    |    |   |    |    |    |    |   |    |    |    |    |     |     |  | Punti | Pos. |
| ---- | ------ | ------- | --- | -- |  | -- | -- | - | -- | -- | -- | -- | - | -- | -- | -- | -- | --- | --- |  | ----- | ---- |
| 2005 | 125    | Aprilia | Rit | NP |  | 11 | 14 | 9 | 19 | NE | 14 | 13 | 5 | 17 | 20 | 16 | 20 | Rit | Rit |  | 30    | 17º  |

| 2006 | Classe | Moto    |    |    |   |     |     |    |    |    |    |    |    |     |     |    |     |    |    |  | Punti | Pos. |
| ---- | ------ | ------- | -- | -- | - | --- | --- | -- | -- | -- | -- | -- | -- | --- | --- | -- | --- | -- | -- |  | ----- | ---- |
| 2006 | 125    | Aprilia | 13 | 21 | 8 | Rit | Rit | 14 | 15 | 17 | 15 | 17 | NE | Rit | Rit | 19 | Rit | 13 | 15 |  | 19    | 21º  |

| 2007 | Classe | Moto    |    |    |   |    |    |    |    |    |    |    |    |    |    |    |     |    |    |     | Punti | Pos. |
| ---- | ------ | ------- | -- | -- | - | -- | -- | -- | -- | -- | -- | -- | -- | -- | -- | -- | --- | -- | -- | --- | ----- | ---- |
| 2007 | 125    | Aprilia | 18 | 10 | 7 | 15 | 16 | 10 | 14 | 11 | 15 | 28 | NE | 17 | 16 | 17 | Rit | 18 | 19 | Rit | 30    | 19º  |

| 2008 | Classe | Moto |    |     |     |     |   |    |     |    |     |     |    |    |     |     |    |    |    |    | Punti | Pos. |
| ---- | ------ | ---- | -- | --- | --- | --- | - | -- | --- | -- | --- | --- | -- | -- | --- | --- | -- | -- | -- | -- | ----- | ---- |
| 2008 | 125    | KTM  | 21 | Rit | Rit | Rit | 7 | 20 | Rit | 15 | Rit | Rit | NE | 19 | Rit | Rit | 17 | 12 | 13 | 11 | 22    | 22º  |

| 2009 | Classe | Moto    |    |    |    |    |    |     |    |    |     |   |     |    |    |    |    |    |    |  | Punti | Pos. |
| ---- | ------ | ------- | -- | -- | -- | -- | -- | --- | -- | -- | --- | - | --- | -- | -- | -- | -- | -- | -- |  | ----- | ---- |
| 2009 | 125    | Aprilia | 19 | 14 | 18 | 10 | 12 | Rit | 15 | NE | Rit | 7 | Rit | 17 | 14 | 13 | 17 | 10 | 12 |  | 37    | 19º  |

| Legenda | 1º posto        | 2º posto            | 3º posto            | A punti      | Senza punti        | Grassetto – Pole position Corsivo – Giro più veloce |
| Legenda | Gara non valida | Non qual./Non part. | Ritirato/Non class. | Squalificato | '-' Dato non disp. | Grassetto – Pole position Corsivo – Giro più veloce |

### Campionato mondiale Superbike
| 2012 | Moto   |    |    |   |    |    |     |    |    |    |    |     |     |     |     |    |    |    |    |    |    |   |    |   |    |    |    |     |    | Punti | Pos. |
| ---- | ------ | -- | -- | - | -- | -- | --- | -- | -- | -- | -- | --- | --- | --- | --- | -- | -- | -- | -- | -- | -- | - | -- | - | -- | -- | -- | --- | -- | ----- | ---- |
| 2012 | Ducati | 11 | 14 | 8 | 13 | 14 | Rit | AN | 14 | 18 | 12 | Rit | Rit | Rit | Rit | 13 | 14 | 16 | 16 | 12 | 16 | 8 | 10 | 8 | 11 | 16 | 12 | Rit | 13 | 68    | 17º  |

| 2019 | Moto   |  |  |  |  |  |  |  |  |  |  |  |  |   |    |    |  |  |  |   |    |   |  |  |  |  |  |  |  |  |  |  |  |  |  |  |  |  |  |  |  |  |  | Punti | Pos. |
| ---- | ------ |  |  |  |  |  |  |  |  |  |  |  |  | - | -- | -- |  |  |  | - | -- | - |  |  |  |  |  |  |  |  |  |  |  |  |  |  |  |  |  |  |  |  |  | ----- | ---- |
| 2019 | Ducati |  |  |  |  |  |  |  |  |  |  |  |  | 9 | 12 | AN |  |  |  | 9 | 10 | 9 |  |  |  |  |  |  |  |  |  |  |  |  |  |  |  |  |  |  |  |  |  | 21    | 20º  |

| 2020 | Moto   |  |  |  |  |  |  |  |  |  |  |  |  |  |  |  |    |    |    |  |  |  |  |  |  |  |  |  |  |  |  |  |  |  |  |  |  |  |  |  |  |  |  | Punti | Pos. |
| ---- | ------ |  |  |  |  |  |  |  |  |  |  |  |  |  |  |  | -- | -- | -- |  |  |  |  |  |  |  |  |  |  |  |  |  |  |  |  |  |  |  |  |  |  |  |  | ----- | ---- |
| 2020 | Ducati |  |  |  |  |  |  |  |  |  |  |  |  |  |  |  | 17 | 13 | 13 |  |  |  |  |  |  |  |  |  |  |  |  |  |  |  |  |  |  |  |  |  |  |  |  | 3     | 26º  |

| Legenda | 1º posto        | 2º posto            | 3º posto           | A punti      | Senza punti        | Grassetto – Pole position Corsivo – Giro più veloce |
| Legenda | Gara non valida | Non qual./Non part. | Ritirato/Non class | Squalificato | '-' Dato non disp. | Grassetto – Pole position Corsivo – Giro più veloce |

### Campionato mondiale Supersport
| 2013 | Moto  |   |   |    |   |   |    |   |    |    |   |   |   |   |  | Punti | Pos. |
| ---- | ----- | - | - | -- | - | - | -- | - | -- | -- | - | - | - | - |  | ----- | ---- |
| 2013 | Honda | 8 | 6 | 10 | 3 | 4 | 14 | 4 | AN | 11 | 4 | 4 | 7 | 5 |  | 119   | 5º   |

| 2014 | Moto  |    |   |   |   |     |   |   |   |   |   |   |  |  |  | Punti | Pos. |
| ---- | ----- | -- | - | - | - | --- | - | - | - | - | - | - |  |  |  | ----- | ---- |
| 2014 | Honda | NP | 4 | 5 | 1 | Rit | 5 | 6 | 6 | 6 | 4 | 7 |  |  |  | 112   | 4º   |

| 2015 | Moto      |   |     |   |   |   |   |   |   |   |   |   |   |  |  | Punti | Pos. |
| ---- | --------- | - | --- | - | - | - | - | - | - | - | - | - | - |  |  | ----- | ---- |
| 2015 | MV Agusta | 2 | Rit | 5 | 6 | 3 | 4 | 5 | 3 | 3 | 3 | 4 | 3 |  |  | 158   | 3º   |

| 2016 | Moto      |     |   |     |    |    |    |    |   |   |   |    |     |  |  | Punti | Pos. |
| ---- | --------- | --- | - | --- | -- | -- | -- | -- | - | - | - | -- | --- |  |  | ----- | ---- |
| 2016 | MV Agusta | Rit | 8 | Rit | 29 | SQ | 13 | 10 | 5 | 7 | 9 | 10 | Rit |  |  | 50    | 13º  |

| 2017 | Moto      |  |  |  |  |  |  |  |   |   |   |    |    |  |  | Punti | Pos. |
| ---- | --------- |  |  |  |  |  |  |  | - | - | - | -- | -- |  |  | ----- | ---- |
| 2017 | MV Agusta |  |  |  |  |  |  |  | 6 | 8 | 6 | 17 | 11 |  |  | 33    | 16º  |

| Legenda | 1º posto        | 2º posto            | 3º posto           | A punti      | Senza punti        | Grassetto – Pole position Corsivo – Giro più veloce |
| Legenda | Gara non valida | Non qual./Non part. | Ritirato/Non class | Squalificato | '-' Dato non disp. | Grassetto – Pole position Corsivo – Giro più veloce |